# Kudanivka, Lebedîn
Kudanivka (în ucraineană Куданівка) este un sat în orașul regional Lebedîn din regiunea Sumî, Ucraina.

## Demografie
Componența lingvistică a localității Kudanivka
     Ucraineană (90,81%)
     Rusă (8,46%)
     Alte limbi (0,74%)
Conform recensământului din 2001, majoritatea populației localității Kudanivka era vorbitoare de ucraineană (90,81%), existând în minoritate și vorbitori de rusă (8,46%).